# Pelle (djur)

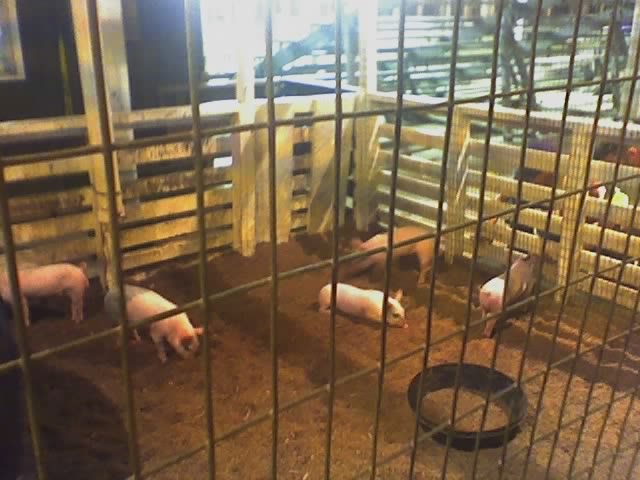
I en kull av grisar finns det ofta en individ som är mindre och svagare än de övriga.

Pelle avser ett djur i en kull som är avsevärt mindre och eftersatt jämfört med övriga i samma kull. Främst används begreppet om grisar.